# Upstate New York

Upstate New York verwijst naar een deel of het hele gebied ten noorden en westen van New York City, dat rood gemarkeerd is.

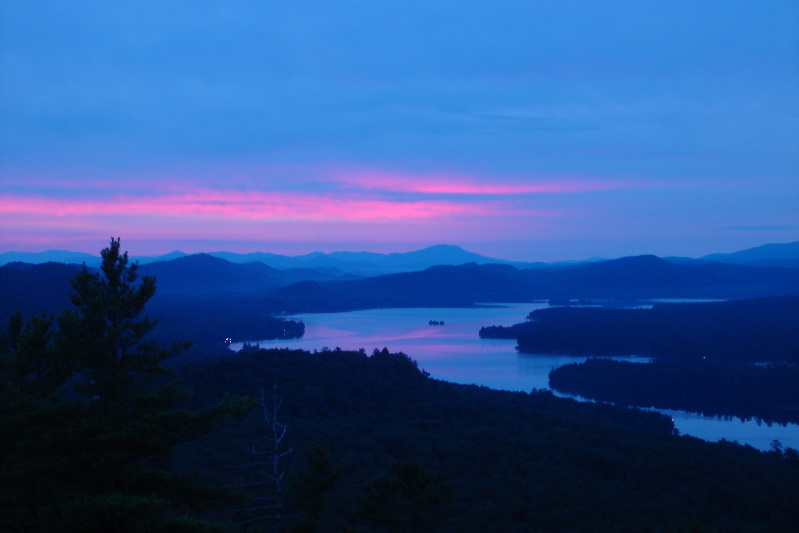
Fulton Chain (4e meer) vanaf Bald Mountain

Upstate New York is een informele term om het deel van de Amerikaanse staat New York aan te duiden dat ten noorden van de stad New York (Engels: New York City) ligt. Als Upstate New York een onafhankelijke staat zou zijn, dan zou het gemeten naar bevolkingsgrootte de dertiende van de staten van de Verenigde Staten kunnen zijn.
De term wordt gebruikt om het verschil aan te geven tussen het dichtbevolkte, stedelijke New York City met zijn randgemeenten, waar de economische activiteiten van de staat zijn geconcentreerd, en het dunner bevolkte, meer landelijke noordelijke deel van de staat. Politiek gezien zijn de bewoners van Upstate New York conservatiever dan de bewoners van de regio New York City.
Er is geen eenduidige geografische definitie waar Upstate New York begint, omdat het moeilijk te bepalen is waar de voorsteden van de stad New York ophouden.
De staatshoofdstad Albany ligt in Upstate New York.